# Carl Adolf Boheman
Carl Adolf Andersson Boheman, född 3 september 1764 i Jönköping, död 14 april 1831 nära Hamburg, var en svensk mystiker, frimurare, handelsman, hovsekreterare. 

## Biografi
Han var son till rådmannen Anders Bohman och Regina Katarina Schelle. I ungdomen anslöt sig Boheman till frimurarna, och blev bekant med en engelsman vid namn Stephen, som tillhörde ett mystiskt ordenssamfund. När hans trolovade, Stephens syster, dog, tilldelades Boheman en större summa pengar som hemgift i ersättning för det förlorade äktenskapet. Han flyttade därefter till Danmark i början av 1790-talet.
Det finns en legend om att Boheman skulle ha hjälpt till då Axel von Fersen d.y. försökte arrangera det franska kungaparets flykt undan den franska revolutionen, och att han då stal Marie-Antoinettes juvelskrin och på det viset berikade sig. Detta är sannolikt inte sant.
Boheman bodde i Danmark i ett hus som ägdes av prins Karl av Hessen, den danske kungens svärfar. På uppdrag av Karl arbetade Boheman för Sällskapet Avignons upplysta. Han besökte under detta arbete Sverige ett flertal gånger, och hertig Karl utnämnde under denna tid Boheman till hovsekreterare och tilldelade honom frimureriets högsta grad. Den som hjälpte Boheman i kontakterna med kungahuset var G. A. Reuterholm.
Efter att Reuterholm fallit i onåd for Boheman tillbaka till Danmark men återkom snart år 1802 och år 1803, då han genom hertig Karls försorg inrättade en svensk filial av Sällskapet Avignons upplysta. Hertig Karl och Hedvig Elisabet Charlotta, som båda intresserade sig för mystik, var båda före Gula Rosens tillkomst medlemmar i det hemliga ordenssällskapet D.E.L.U. (Det eviga ljusets utvalda, ibland uttytt som deus est lux universalis), och Boheman grundade år 1802 Sällskapet Gula Rosen som en adoptionsloge under från D.E.L.U. Boheman grundade orden utifrån Karl och Charlottas gemensamma önskan: under denna tid hade deras relation fördjupats genom deras gemensamma intresse för den "ockulta vetenskapen". Det är okänt, men inte troligt, att Boheman verkligen fick tillstånd av D.E.L.U:s stormästare i Hamburg, Karl av Hessen i Schleswig, att inrätta logen Gula Rosen. 
Hertig Karl och Hedvig Elisabet Charlotta var medlemmar vid sidan av bland andra greve Erik Ruuth, dennes hustru Charlotte Wahrendorff, greve Magnus Fredrik Brahe och dennes hustru Ulrica Catharina Koskull och drottningens mor.
Då han försökte inviga kungen, uppfattade denne sällskapet som ett centrum för oppositionell verksamhet. Gustaf IV Adolf hade blivit uppskrämd av rykten om att Boheman vore en illuminat som tillsammans med Karl av Hessen ville kullstörta frimurarna i Sverige. Ryktet härrörde från Gustaf Mauritz Armfelt, och motivet var möjligen hämndkänslor gentemot hertig Karl. Hertig Karl försökte rädda Boheman, men hotades av Gustaf IV Adolf med att förbjuda Frimurarorden om hertig Karl, som var frimurarnas stormästare i Sverige, inte uteslöt Boheman ur den. Han häktades, uteslöts ur frimurarorden, och landsförvisades på grund av landsfientlig verksamhet. Boheman utvisades även från Danmark och fick ta sin tillflykt till Tyskland.
År 1814 återkom han till Stockholm och yrkade på upprättelse och skadestånd. Han blev dock genast utvisad igen.